# Nigel Tier
Nigel G. Tier (* 3. Oktober 1958) ist ein ehemaliger englischer Badmintonspieler.

## Karriere
Nigel Tier gewann 1985 bei der Weltmeisterschaft Bronze im Mixed mit Gillian Gowers. 1984 erkämpfte er sich  Bronze bei den Europameisterschaften im Mixed mit Gillian Clark, 1986 Silber mit Gillian Gowers. Er siegte unter anderem bei den Polish International, den Canadian Open, den French Open, den Scottish Open, den Denmark Open und den Czechoslovakian International.

## Sportliche Erfolge
| Saison | Veranstaltung                             | Disziplin    | Platz | Name                         |
| ------ | ----------------------------------------- | ------------ | ----- | ---------------------------- |
| 1977   | Junioren-Europameisterschaft              | Herrendoppel | 2     | Kevin Jolly / Nigel Tier     |
| 1977   | Junioren-Europameisterschaft              | Mixed        | 1     | Nigel Tier / Karen Puttick   |
| 1977   | England: Einzelmeisterschaft der Junioren | Herrendoppel | 1     | Kevin Jolly / Nigel Tier     |
| 1981   | Polish International                      | Mixed        | 1     | Nigel Tier / Catharine Troke |
| 1981   | French Open                               | Mixed        | 1     | Nigel Tier / Alison Fulton   |
| 1982   | Czechoslovakian International             | Herrendoppel | 1     | Steve Butler / Nigel Tier    |
| 1984   | Canadian Open                             | Mixed        | 1     | Nigel Tier / Gillian Gowers  |
| 1984   | Scottish Open                             | Herrendoppel | 1     | Andy Goode / Nigel Tier      |
| 1984   | All England                               | Mixed        | 2     | Nigel Tier / Gillian Gowers  |
| 1984   | Europameisterschaft                       | Mixed        | 3     | Nigel Tier / Gillian Clark   |
| 1985   | Denmark Open                              | Mixed        | 1     | Nigel Tier / Gillian Gowers  |
| 1985   | Weltmeisterschaft                         | Mixed        | 3     | Nigel Tier / Gillian Gowers  |
| 1986   | Europameisterschaft                       | Mixed        | 2     | Nigel Tier / Gillian Gowers  |
| 1986   | England: Einzelmeisterschaften            | Mixed        | 1     | Nigel Tier / Gillian Gowers  |
| 1986   | England: Einzelmeisterschaften            | Herrendoppel | 1     | Nigel Tier / Andy Goode      |